# Вальехо, Хесус
Хесу́с Валье́хо Ла́саро (исп. Jesús Vallejo Lázaro; род. 5 января 1997, Сарагоса, Арагон) — испанский футболист, центральный защитник клуба «Альбасете». Серебряный призёр Олимпийских игр 2020 года в Токио.

## Клубная карьера
Хесус начинал карьеру в скромном клубе «Оливер», в 2007 году перебрался в команду «Реал Сарагоса». Дебютировал за эту команду в 2014 году и сразу же стал основным защитником клуба. Всего за тот сезон он провёл 31 матч и забил один гол.
29 июля 2015 года перешёл в «Реал Мадрид» за 6 млн евро с условием обратной аренды в «Сарагосу» на один сезон. В сезоне 2016/2017 выступал за франкфуртский «Айнтрахт» на правах аренды.
7 июля 2017 года был официально представлен в качестве игрока «Реал Мадрид». В команде он получил 3-й игровой номер. 26 октября 2017 года Хесус впервые сыграл за «Реал», выйдя в стартовом составе на матч Кубка Испании против клуба «Фуэнлабрада». В конце матча он получил красную карточку.
C 2020 по 2021 гг. выступал на правах аренды за «Гранаду».

## Карьера в сборной
Хесус выступал за юношескую и молодёжную сборные Испании. Он принимал участие на юношеском чемпионате Европы 2015. Его сборная выиграла этот турнир.

## Достижения
«Реал Мадрид»
- Чемпион Испании: 2021/2022
- Обладатель Кубка Испании: 2022/23
- Обладатель Суперкубка Испании (2): 2017, 2021/22
- Победитель Лиги чемпионов УЕФА (2): 2017/18, 2021/22
- Обладатель Суперкубка УЕФА (3): 2017, 2022, 2024
- Победитель Клубного чемпионата мира (3): 2017, 2018, 2022
- Обладатель Межконтинентального кубка: 2024

«Айнтрахт» Франкфурт
- Финалист Кубка Германии: 2016/17

Сборная Испании
- Чемпион Европы (до 19 лет): 2015
- Чемпион Европы (до 21 года): 2019
- Серебряный призёр Олимпийских игр: 2020